# Jarlsberg (kaas)
Jarlsberg is een halfzachte kaas van koemelk, oorspronkelijk afkomstig uit het voormalige Noorse graafschap Jarlsberg. In Noorwegen wordt de kaas door het zuivelbedrijf Tine vervaardigd. De kaas is geïnspireerd op Zwitserse Emmental en werd ontwikkeld door Anders Larsen Bakke (1815-1899) op het landgoed Østre Bakke in Vestfold.
Jarlsberg heeft een milde, ietwat nootachtige smaak en bezit gaten en een gele korst. De droge massa bevat 45% vet en de kaas rijpt ten minste drie maanden alvorens in de handel te worden gebracht. Jarlsberg is een van de meest geëxporteerde kazen van Noorwegen. Hij kan eenvoudig in schijfjes gesneden worden.
De Zwitserse kaasbereidingsmethoden waren reeds anno 1815 in Noorwegen bekend; vanuit het landgoed Jarlsberg verspreidde zich Noorse Emmental naar diverse kazerijen in Vestfold. De vroegste vermelding van ‘Jarlsberg’ als een opzichzelfstaande kaassoort dateert uit 1855. Na Bakkes dood viel de productie echter stil, en het duurde tot 1956 vooraleer aan het NMBU te Ås een nieuwe Noorse kaas naar het model van de oude Emmental ontwikkeld werd. Professor Ole Martin Ystgaard gebruikte hiervoor propionibacteriën; op voorstel van student Einar Utne Ogre werd deze kaas opnieuw ‘Jarlsberg’ genoemd. 